# Silicon Graphics
Silicon Graphics, Inc., afgekort tot SGI, was een Amerikaanse leverancier van hoogwaardige computerapparatuur, waaronder supercomputers en computerclusters.

## Geschiedenis
Het bedrijf werd in 1982 opgericht door James Clark en richtte zich aanvankelijk op de productie van computersystemen voor 3D-computergraphics.
Door de snelle opkomst van goedkopere Wintel-machines vanaf midden jaren 90 verloor SGI aanzienlijk marktaandeel in de 3D-markt. Dit werd versterkt doordat Maya, een belangrijk 3D-pakket, werd geporteerd naar andere platforms. Verdere pogingen van SGI om marktaandeel terug te winnen mislukten.
Midden jaren nul van de eenentwintigste eeuw ging SGI zich richten op de productie van supercomputers.
Omdat ook deze poging mislukte raakte SGI op 1 april 2009 failliet. Resterende inventaris werd verkocht aan Rackable Systems.
In november 2016 werd Silicon Graphics International overgenomen door Hewlett-Packard.

## Producten
- IRIX (1982)
- IRIS-werkstations (1983)
- Indigo (1991)
- Indy (1993)
- O2 (1996)
- Octane (1997)
- Fuel (2002)
- Tezro (2003)
- Prism (2005)

## Ontwikkelde technologie
- XFS
- OpenGL